# Maria Isabella af Spanien
Doña Maria Isabella af Spanien (født 6. juli 1789, død 13. september 1848) var en spansk infantinde, der var dronning af Kongeriget Begge Sicilier fra 1825 til 1830 som ægtefælle til kong Frans 1. af Begge Sicilier. 
Hun var datter af Kong Karl 4. af Spanien og prinsesse Maria Luisa af Bourbon-Parma. I 1802 blev hun gift med den senere kong Frans 1. af Begge Sicilier.